# 株洲市南方中学
27°47′41″N 113°11′21″E / 27.794819°N 113.18922°E
株洲市南方中学，位于湖南省株洲市芦淞区董家塅，为株洲市公立学校，湖南省示范性中学之一。

## 历史
1958年9月，湘江机器厂教育科的2个大学毕业生租用原子弟一小的工棚当做教室，成为学校的前身。1959年，学校开设了初中班。1961年，学校毕业了首批初中生。1962年8月，学校搬迁到原248技校新庄旧址，名叫“子弟学校初中部”。1964年，学校再度搬迁到厂内团结村原二分校校址，随后七次搬迁，最后定在凤凰山西麓。
文化大革命中，学校受到整顿和干扰。
1983年，学校正式命名为“株洲南方航空动力机械制造公司子弟中学”，简称“南方中学”。
2003年，学校成立南方中学教育集团，株洲市外国语学校(民办)、株洲市凤凰中学(民办)隶属于旗下管辖。

## 学校文化

### 校风
“团结、文明、勤奋、进取”

### 教风
“务实、求精、敬业、爱岗”

### 学风
“刻苦、踏实、主动、多思”

### 刊物
株洲市南方中学的官方刊物为《晨曦报》。